# Live & Rare (Rage Against the Machine)
Live & Rare é uma compilação de canções da banda estadunidense Rage Against the Machine lançado apenas no Japão em 1998. O álbum, como diz seu título, contém canções ao vivo e também duas músicas nunca antes lançadas em CD da banda.

## Faixas
1. "Bullet in the Head" – 5:44
2. "Settle for Nothing" – 4:57
3. "Bombtrack" – 5:55
4. "Take the Power Back" – 6:13
5. "Freedom" – 6:00
6. "Intro (Black Steel in the Hour of Chaos)" – 3:42 (Com Chuck D dos Public Enemy)
7. "Zapata's Blood" – 3:49
8. "Without a Face" – 4:06
9. "Hadda Be Playing on the Jukebox" – 8:04 (Um poema de Allen Ginsberg)
10. "Fuck tha Police" – 4:09 (Cover de N.W.A)
11. "Darkness" – 3:41
12. "Clear the Lane" – 3:50

## Créditos
- Zack de la Rocha - Vocal
- Tim Commerford - Baixo e vocal de apoio
- Tom Morello - Guitarra
- Brad Wilk - Bateria